# Saktouria
Saktouria (griechisch Σακτούρια (n. pl.), auch Sachtouria Σαχτούρια) ist ein Ort an der Südküste der griechischen Mittelmeerinsel Kreta. Er gehört zum Gemeindebezirk Lambi der Gemeinde Agios Vasilios im Regionalbezirk Rethymno.
Saktouria besteht aus dem größeren, höher gelegenen Ortsteil Ano Saktouria und dem kleineren, tiefer gelegenen (Kato Saktouria). Der gesamte Ort hat 234 Einwohner (laut der Volkszählung von 2011). Zur Ortsgemeinschaft gehört ferner der kleine Ort Agios Pavlos und die unbewohnten Paximadia-Inseln im Libyschen Meer.
Saktouria liegt 21 Kilometer südöstlich von Spili und ist 49 Kilometer von Rethymno entfernt. Zu erreichen ist Saktouria über die Straße, die bei Nea Krya Vrysi von der Hauptstraße von Spili nach Agia Galini in Richtung Süden abzweigt. Endpunkt dieser Abzweigung ist der Küstenort Agios Pavlos, von Saktouria 6 Kilometer entfernt.
Saktouria wurde in der venezianischen Volkszählung des 16. und 17. Jahrhunderts erwähnt. Chourmoutzis Vizantios nennt die Ortschaft Sachtori. Im Jahre 1881 wurde Saktouria als Eingemeindung zur Ortschaft Melambes registriert. Im Jahr 1925 wurde Saktouria eine eigenständige Landgemeinde (kinotita), bis es 1997 nach Lambi eingemeindet wurde; 2011 ging es mit diesem in der neuen Gemeinde Agios Vasilios auf.
Seinen Namen erhielt Saktouria vom griechischen Wort sachtouri, das ein Segelschiff mit Rahsegel von 15 bis 20 Tonnen bezeichnet.

## Galerie

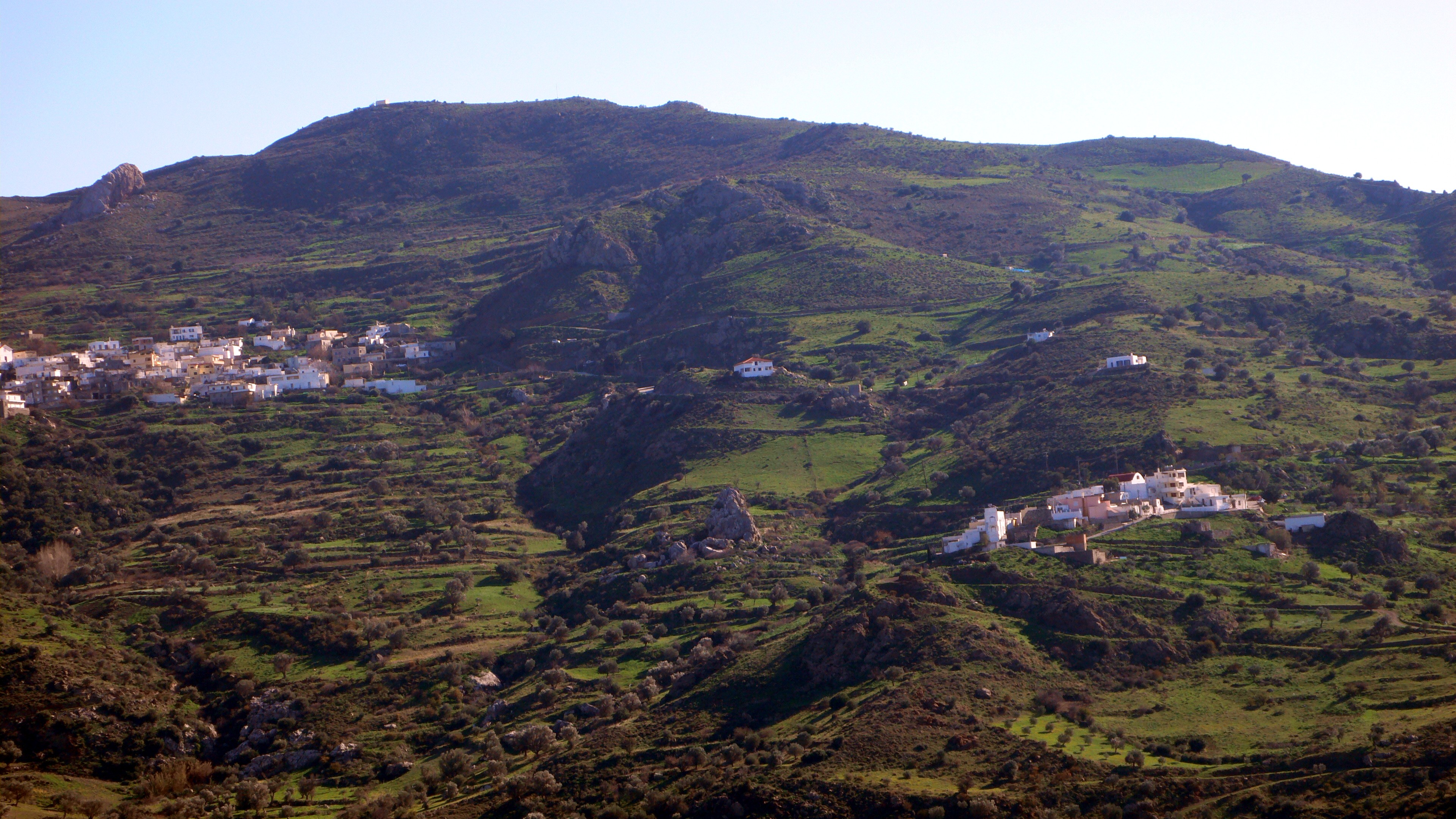
Links Ano, rechts Kato Saktouria
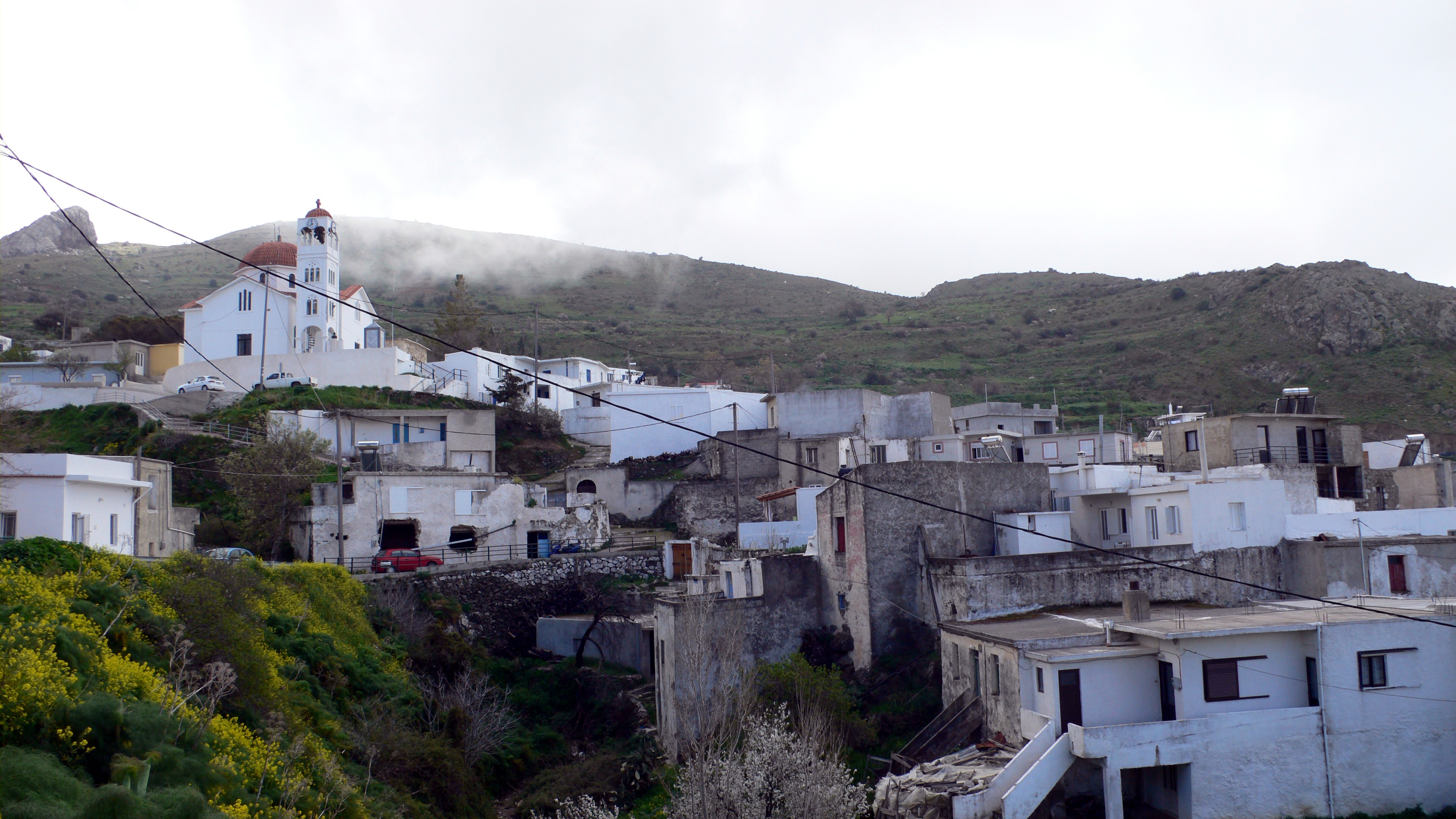
Ano Saktouria
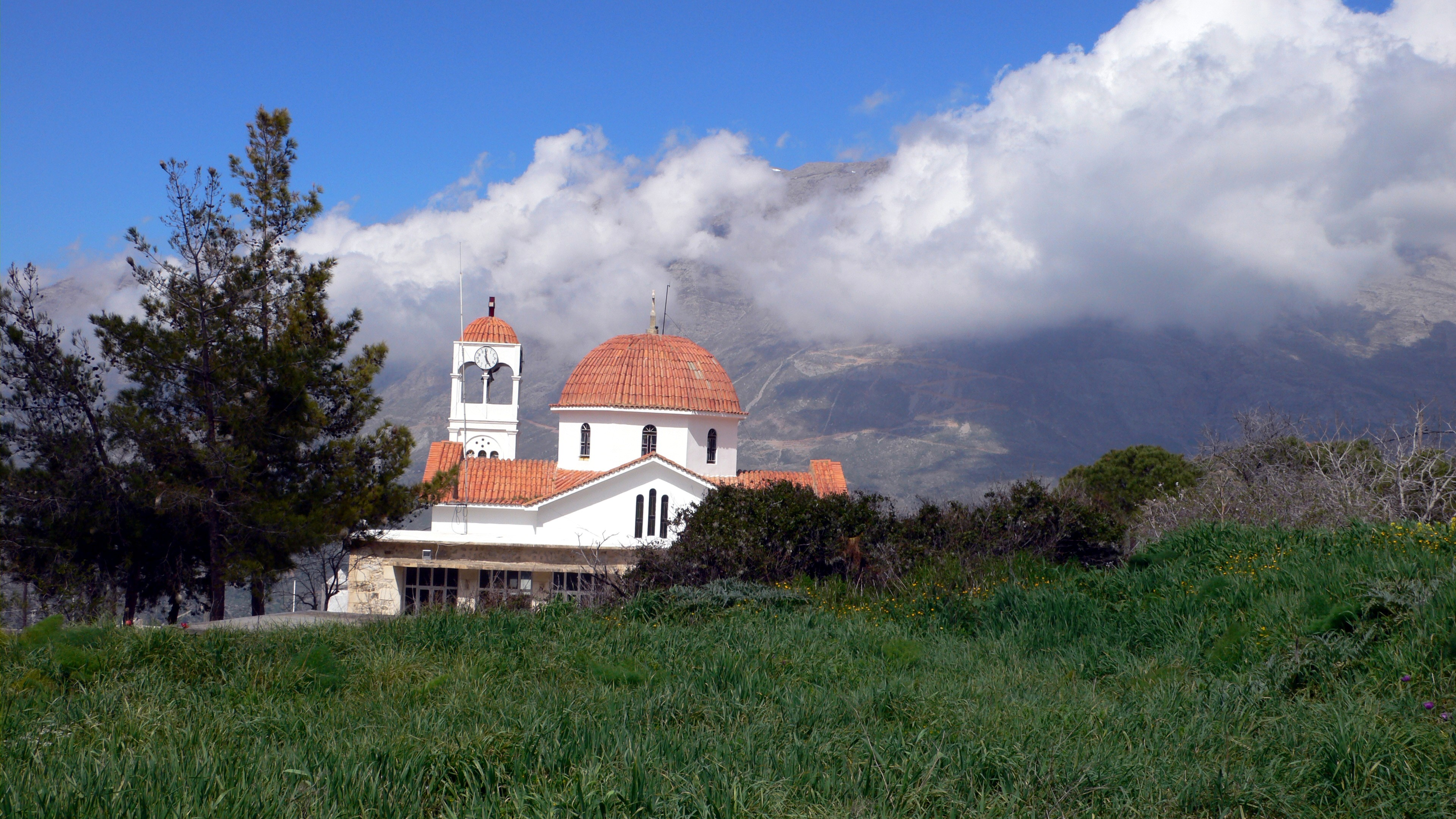
Kirche von Ano Saktouria
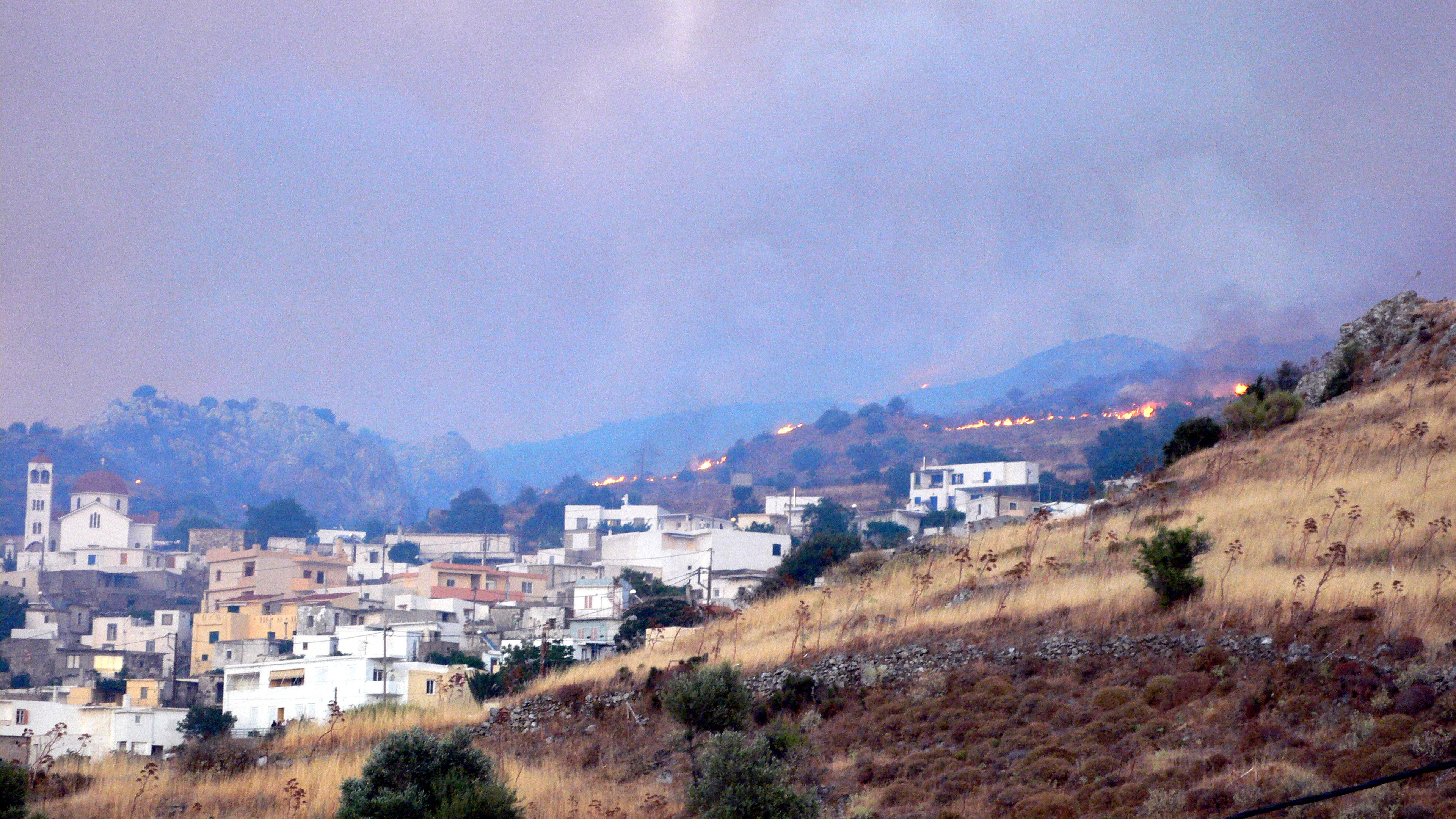
Großer Brand um Saktouria im Juli 2011